# Octavio Getino
Octavio Getino (León, España, 6 de agosto de 1935 - Buenos Aires, Argentina, 1 de octubre de 2012) fue un director de cine, narrador e investigador de medios de comunicación y cultura argentino, de origen español, fundador del Grupo de Cine Liberación y de la Escuela del Tercer Cine, junto a Pino Solanas y Gerardo Vallejo.

## Biografía
Vinculado al peronismo de izquierda, realizó con Solanas clandestinamente el documental La hora de los hornos (1969), sobre el neocolonialismo y la violencia en el país y América Latina. En 1971 la dupla se entrevistó con Juan Domingo Perón, exiliado en Puerta de Hierro (España). De este encuentro realizaron los documentales Perón, la revolución justicialista y Perón: Actualización política y doctrinaria para la toma del poder, los documentos audiovisuales más extensos de Perón, donde expone lo esencial de su pensamiento. En 1972 escribió y dirigió la película El familiar.
Tras el golpe militar de 1976 fue perseguido y amenazado de muerte por la dictadura y se exilió primero en el Perú donde continuó su obra fílmica y literaria.
El Grupo Cine Liberación, del que Getino fue cofundador y principal teórico, fue parte del movimiento del Tercer Cine, del que formaron parte el Cine de la Base de Raymundo Gleyzer, el Cinema Novo brasileño y el Cine Revolucionario cubano, todos de corte antiimperialista. Proponían un uso del arte cinematográfico como herramienta política, fuertemente comprometido con los conflictos sociales y con la militancia.
Su libro de cuentos Chulleca ganó en 1964 el Premio Casa de las Américas. También ganó el Premio Fondo Nacional de las Artes ese mismo año. Ha escrito numerosos libros sobre cine y cultura.
Falleció en Buenos Aires en la madrugada del 1 de octubre de 2012, a los 77 años, a causa de un cáncer.

## Filmografía

### Director
- La hora de los hornos (1969)
- Argentina, mayo de 1969: Los caminos de la liberación (1969)
- Perón, La revolución justicialista (1971)
- Perón: Actualización política y doctrinaria para la toma del poder (1971)
- El familiar (1975)

### Guionista
- La hora de los hornos (1969)
- Argentina, mayo de 1969: Los caminos de la liberación (1969)
- El camino hacia la muerte del viejo Reales (1971)
- El familiar (1975)

## Obras
- Chulleca (cuentos, Casa de las Américas, La Habana, 1963)
- A diez años de "Hacia un tercer cine" (Filmoteca UNAM, 1982)
- Notas sobre cine argentino y latinoamericano (Edimedios, 1984)
- Perú (CIMCA, 1985)
- Cine latinoamericano (Editorial Legasa, 1988)
- Cine y dependencia (Puntosur Editores, 1990)
- Turismo y Desarrollo en América Latina (Limusa, 1994)
- Las industrias culturales en la Argentina (Ediciones Colihue, 1995)
- La Tercera mirada (Paidós, 1996)
- Cine argentino (Fundación CICCUS, 1998)
- Cine y televisión en América Latina (Ediciones CICCUS, 1999)
- El cine de "las historias de la revolución" (Grupo Editor Altamira, 2002)
- Turismo entre el ocio y el neg-ocio (Ediciones CICCUS, La Crujía, 2002)